# Вродливий, чесний, емігрант в Австралії хоче одружитися з незайманою землячкою
«Вродливий, чесний, емігрант в Австралії хоче одружитися з незайманою землячкою» (італ. Bello, onesto, emigrato Australia sposerebbe compaesana illibata) — італійська кінокомедія 1971 року режисера Луїджі Дзампа.

## Сюжет
Італійські емігранти в Австралії, які назбиравши трохи грошей нарешті вирішили одружитися, пишуть листи до італійок, які в їх уяві мають багато чеснот у порівнянні з австралійками. Сором'язливий електромонтер Амедео (Альберто Сорді) живе і працює в пустельних районах Австралії. Він теж хоче одружитися і посилає до Італії листи з фотографією, на якій він, з двома друзями, спіймав удава. Проте гарні претендентки обирають на фото його приятеля з вусами — Джузеппе (Рікардо Гароне), який гарніший від Амедео. Сам Джузеппе одружуватися не хоче і радить Амедео, щоб він звабив майбутню наречену написавши у листі, що симпатичний вусатий чоловік на фотографії якраз і є він — Амедео. Що буде, коли спокушена претендентка Кармела (Клаудія Кардінале) прилетить до Австралії і обман розкриється?

## Акторський склад
- Альберто Сорді — Амедео Баттіпанья
- Клаудія Кардінале — Кармела
- Тано Чимароза — італійський емігрант з Джели
- Рікардо Гароне — Джузеппе Бартоне

## Виробництво
Зйомки фільму відбувалися в Брокен-Гіл, а також на острові Данк в Австралії.

## Нагороди
- 1972 Премія Давида ді Донателло[5]:
  - за найкращу головну жіночу роль — Клаудія Кардінале